# نتچیسی
نتچیسی (به لاتین: Ntchisi) یک شهر در مالاوی است که در منطقه مرکزی مالاوی واقع شده‌است.

## خصوصیات
نتچیسی ۹٬۷۳۷ نفر جمعیت دارد.